# The Great Jahy Will Not Be Defeated!
The Great Jahy Will Not Be Defeated! (ジャヒー様はくじけない！?, Jahī-sama wa kujikenai!, lett. "Non esitare Jahi!") è un manga scritto e disegnato da Wakame Konbu. La serie è pubblicata sulla rivista Monthly Gangan Joker di Square Enix dal 22 agosto 2017. I capitoli sono periodicamente raccolti in volumi tankōbon. Un adattamento anime, prodotto dallo studio Silver Link, è andato in onda dal 1º agosto al 19 dicembre 2021.

## Trama
Jahy, la potente e temuta sovrana numero due del Regno Oscuro, si ritrova impotente, indebolita e rimpicciolita nel mondo umano dopo che una maga misteriosa ha distrutto i cristalli di mana assieme alla sua casa natale. Durante la storia si abitua a vivere nel mondo umano, grazie anche all'aiuto di alcuni abitanti della sua zona, mentre cerca un modo per ripristinare la sua vera forma e la sua terra natale.

## Personaggi
Jahy (ジャヒー?, Jahī)
Doppiata da: Naomi Ōzora
Jahi è l'ex aiutante del Signore Oscuro e il secondo in comando del Regno Oscuro, che ora vive nel mondo umano dopo la distruzione del suo mondo; mira a trovare parti del cristallo di mana e a ripristinare il suo mondo natale e il suo corpo originale, che ora si trova in uno stato simile a quello di una bambina a causa della distruzione del cristallo da parte della ragazza bianca lasciandola impotente. Anche se fatica ad adattarsi al nuovo ambiente e alla sua condizione attuale, rimane sicura di sé, vigorosa e ambiziosa. Più avanti nella serie, fonda il suo ristorante ma lascia Druj a gestirlo.
Druji (ドゥルジ?, Druji)
Doppiata da: Kana Hanazawa
Druji è una ex subordinata di Jahy che nel mondo umano si fa chiamare Nana Dojima. È presidente di una società di consulenza. Anche se vive elegantemente in un palazzo a molti piani, mentre Jahy abita nello squallore di un condominio decadente, rimane comunque amichevole con lei ed escono insieme regolarmente. Le piace che Jahy la rimproveri e la tratti come una schiava.
Boss (店長?, Tenchō)
Doppiata da: Ai Kayano
Boss è una ragazza che gestisce un pub chiamato Sōsaku Izakaya Maō dove Jahy attualmente lavora. È molto amichevole con Jahy e le dà il soprannome di "Hy-chan".
Proprietaria (大家?, Ōya) / Ryō (涼?, Ryou)
Doppiata da: Yōko Hikasa
Ryō è la padrona di casa dell'appartamento dove vive Jahy e sorella del gestore del pub. Infastidisce costantemente Jahy per il suo affitto e sebbene in qualche modo si prenda cura di lei, ha un atteggiamento molto tsundere. Come sua sorella, dà a Jahy un soprannome chiamandola "Ja-ko".
Kokoro Sasaki (佐崎 こころ?, Sasaki Kokoro)
Doppiata da: Yui Ogura
Kokoro è una studentessa delle elementari che aiuta Jahy nella sua ricerca per trovare i cristalli di mana. È gentile e loda molto Jahy, così tanto che Jahy, stupita e non ha altra scelta che finire per fare amicizia con lei.
Kyouko Jingu (神宮 きょうこ?, Jingū Kyōko) / Maghetta (魔法少女?, Mahō Shōjo)
Doppiata da: Sumire Uesaka
Kyouko è la ragazza magica che ha distrutto il mondo natale di Jahy, che lavora nel suo stesso pub. In origine era una normale ragazza del liceo, ma è partita come una ragazza magica per salvare gli altri dalle loro disgrazie dopo che una luce misteriosa le ha conferito una missione mentre stava morendo a causa di un annegamento. Come risultato della raccolta degli stessi cristalli di mana di Jahy, subisce regolari attacchi di incredibilmente sfortuna. Alla fine diventa amichevole con Jahy e per questo motivo non va d'accordo con Druji.
Saurva (サルワ?, Saruwa)
Doppiata da: Mikako Komatsu
Saurva è una ragazza che mira a prendere il posto di Jahy come sovrana numero due del Regno Oscuro. Sebbene sia estremamente talentuosa nell'inventare e pianificare strategie, è negligente ed i suoi piani continuano a fallire.
Signore dei demoni (魔王?, Maō)
Doppiato da: Miho Okasaki
Si è rianimato in una forma più piccola nella casa di Kyouko a causa dei cristalli di mana che aveva accumulato. È un demone non loquace che ha un'espressione vuota sul viso nella maggior parte dei casi, è un incredibile goloso, che spesso mangia grandi quantità di cibo ma che nonostante, è molto potente.
Su (スー?, Sū)
Doppiata da: Akari Kitō
Su è la sorella minore del Signore dei Demoni, il cui tentativo di riconciliarsi con sua sorella trasformando Kyoko in una potente ragazza magica ha portato accidentalmente alla distruzione di lei e del Regno Oscuro. Così, è andata in giro come una luce misteriosa e ha iniziato a usare ragazze magiche per cercare di raccogliere i cristalli di mana per lei.

## Media

### Manga
La serie è pubblicata nella rivista Monthly Gangan Joker di Square Enix dal 22 agosto 2017. Al 22 marzo 2025 sono stati distribuiti undici volumi tankōbon, a partire dal primo pubblicato il 22 febbraio 2018. In Nord America il manga è pubblicato dalla divisione statunitense Square Enix Manga & Books. L'uscita del primo volume era prevista inizialmente per settembre 2020 ma è stata in seguito rimandata a causa della pandemia di COVID-19. Il primo volume è stato pubblicato il 27 luglio 2021.

#### Volumi
| Nº | Data di prima pubblicazione | Data di prima pubblicazione | Data di prima pubblicazione |
| Nº | Giapponese                  | Giapponese                  |                             |
| -- | --------------------------- | --------------------------- | --------------------------- |
| 1  | 22 febbraio 2018            | ISBN 978-4-7575-5634-8      |                             |
| 2  | 21 aprile 2018              | ISBN 978-4-7575-5697-3      |                             |
| 3  | 22 ottobre 2018             | ISBN 978-4-7575-5885-4      |                             |
| 4  | 22 aprile 2019              | ISBN 978-4-7575-6023-9      |                             |
| 5  | 21 settembre 2019           | ISBN 978-4-7575-6209-7      |                             |
| 6  | 22 aprile 2020              | ISBN 978-4-7575-6617-0      |                             |
| 7  | 20 luglio 2021              | ISBN 978-4-7575-7104-4      |                             |
| 8  | 22 dicembre 2021            | ISBN 978-4-7575-7637-7      |                             |
| 9  | 21 ottobre 2022             | ISBN 978-4-7575-8212-5      |                             |
| 10 | 21 settembre 2023           | ISBN 978-4-7575-8804-2      |                             |
| 11 | 22 marzo 2025               | ISBN 978-4-7575-9761-7      |                             |

### Anime

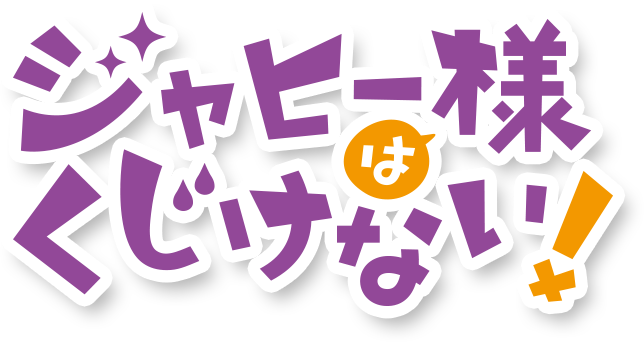
Logo della serie

Un adattamento anime è stato annunciato il 16 aprile 2021. La serie è stata realizzata dallo studio Silver Link con Michiko Yokote come sceneggiatrice della serie, Saori Nakashiki al character design e direttore dell'animazione, e Kōji Fujimoto e Osamu Sasaki che compongono la musica. L'anime è andato in onda dal 1º agosto al 19 dicembre 2021 su Asahi Broadcasting Corporation e TV Asahi. Al di fuori dell'Asia, i diritti streaming della serie sono stati concessi a Crunchyroll che ha distribuito la serie in versione simulcast con sottotitoli anche in italiano.

#### Episodi
| Nº | Titolo italiano Giapponese 「Kanji」 - Rōmaji                                                                       | In onda           | In onda |
| Nº | Titolo italiano Giapponese 「Kanji」 - Rōmaji                                                                       | Giapponese        |         |
| 1  | La grande Jahy non può tornare! 「ジャヒー様はもどれない!」 - Jahī-sama wa modorenai!                               | 1º agosto 2021    |         |
| 2  | Druj non fa domande! 「ドゥルジ嬢は疑わない!」 - Duruji jō wa utaga wa nai!                                         | 8 agosto 2021     |         |
| 3  | La grande Jahy non può vantarsi... 「ジャヒー様は自慢できない…」 - Jahī-sama wa jiman dekinai...                    | 15 agosto 2021    |         |
| 4  | Saurva non sbaglia mai? 「サルワさんはぬかりない?」 - Saruwa-san wa nukarinai?                                      | 29 agosto 2021    |         |
| 5  | La grande Jahy non è sospetta?! 「ジャヒー様は怪しくない!?」 - Jahī-sama wa ayashikunai!?                           | 5 settembre 2021  |         |
| 6  | La grande Jahy non sembra avere alcuna possibilità... 「ジャヒー様は勝てそうもない…」 - Jahī-sama wa katesōmonai... | 12 settembre 2021 |         |
| 7  | La grande Jahy non si diverte! 「ジャヒー様は遊ばない!」 - Jahī-sama wa asobanai!                                   | 19 settembre 2021 |         |
| 8  | La grande Jahy non può farsi il bagno! 「ジャヒー様はお風呂に入れない!」 - Jahī-sama wa ofuro ni hairenai!          | 26 settembre 2021 |         |
| 9  | Saurva non ha un attimo di riposo... 「サルワさんは癒されない…」 - Saruwa-san wa iyasarenai...                      | 3 ottobre 2021    |         |
| 10 | La maghetta non perderà! 「魔法少女は負けられない!」 - Mahō shōjo wa makerarenai!                                   | 10 ottobre 2021   |         |
| 11 | La padrona di casa non può rientrare... 「大家は帰れない…」 - Ōya wa kaerenai...                                    | 17 ottobre 2021   |         |
| 12 | Kokoro non tradirà? 「こころちゃんは裏切らない?」 - Kokoro-chan wa uragiranai?                                      | 24 ottobre 2021   |         |
| 13 | Druj non è felice! 「ドゥルジ嬢は悦ばない!」 - Duruji jō wa yorokobanai!                                            | 31 ottobre 2021   |         |
| 14 | La maghetta non combatterà! 「魔法少女は戦わない!」 - Mahō shōjo wa tatakawanai!                                    | 7 novembre 2021   |         |
| 15 | Il capo non può decidere! 「店長は決められない!」 - Tenchō wa kimerarenai!                                          | 14 novembre 2021  |         |
| 16 | Il Signore oscuro non si tratterrà 「魔王様は遠慮しない!」 - Maō-sama wa enryo shinai!                              | 21 novembre 2021  |         |
| 17 | La grande Jahy non riesce a dormire... 「ジャヒー様は眠れない…」 - Jahī-sama wa nemurenai...                        | 28 novembre 2021  |         |
| 18 | Saurva non perderà! 「サルワさんは敗れない!」 - Saruwa-san wa yaburenai!                                            | 5 dicembre 2021   |         |
| 19 | Il Signore oscuro è implacabile?! 「魔王様は容赦ない!?」 - Maō-sama wa yōshanai!?                                   | 12 dicembre 2021  |         |
| 20 | La grande Jahy non verrà sconfitta! 「ジャヒー様はくじけない!」 - Jahī-sama wa kujikenai!                           | 19 dicembre 2021  |         |